# Good Time (Alan Jackson)
Good Time is het veertiende album van de Amerikaanse countryzanger Alan Jackson. In de eerste week werd het album bijna 120.000 keer verkocht in de Verenigde Staten.

## Tracklist
1. "Good Time" - 5:06
2. "Small Town Southern Man" - 4:40
3. "I Wish I Could Back Up" - 5:05
4. "Country Boy" - 4:06
5. "Right Where I Want You" - 3:51
6. "1976" - 4:09
7. "When the Love Factor's High" - 4:18
8. "Long Long Way" - 4:08
9. "Sissy's Song" - 3:02
10. "I Still Like Bologna" - 4:39
11. "Never Loved Before" - 3:32
  - duet met Martina McBride
12. "Nothing Left to Do" - 4:44
13. "Listen to Your Senses" - 3:09
14. "This Time" - 4:34
15. "Laid Back 'n Low Key (Cay)" - 2:51
16. "If You Want to Make Me Happy" - 4:20
17. "If Jesus Walked the World Today" - 4:57